# Parajubaea sunkha
Parajubaea sunkha là loài thực vật có hoa thuộc họ Arecaceae. Loài này được M.Moraes mô tả khoa học đầu tiên năm 1996.